# St. Michael (Griefstedt)

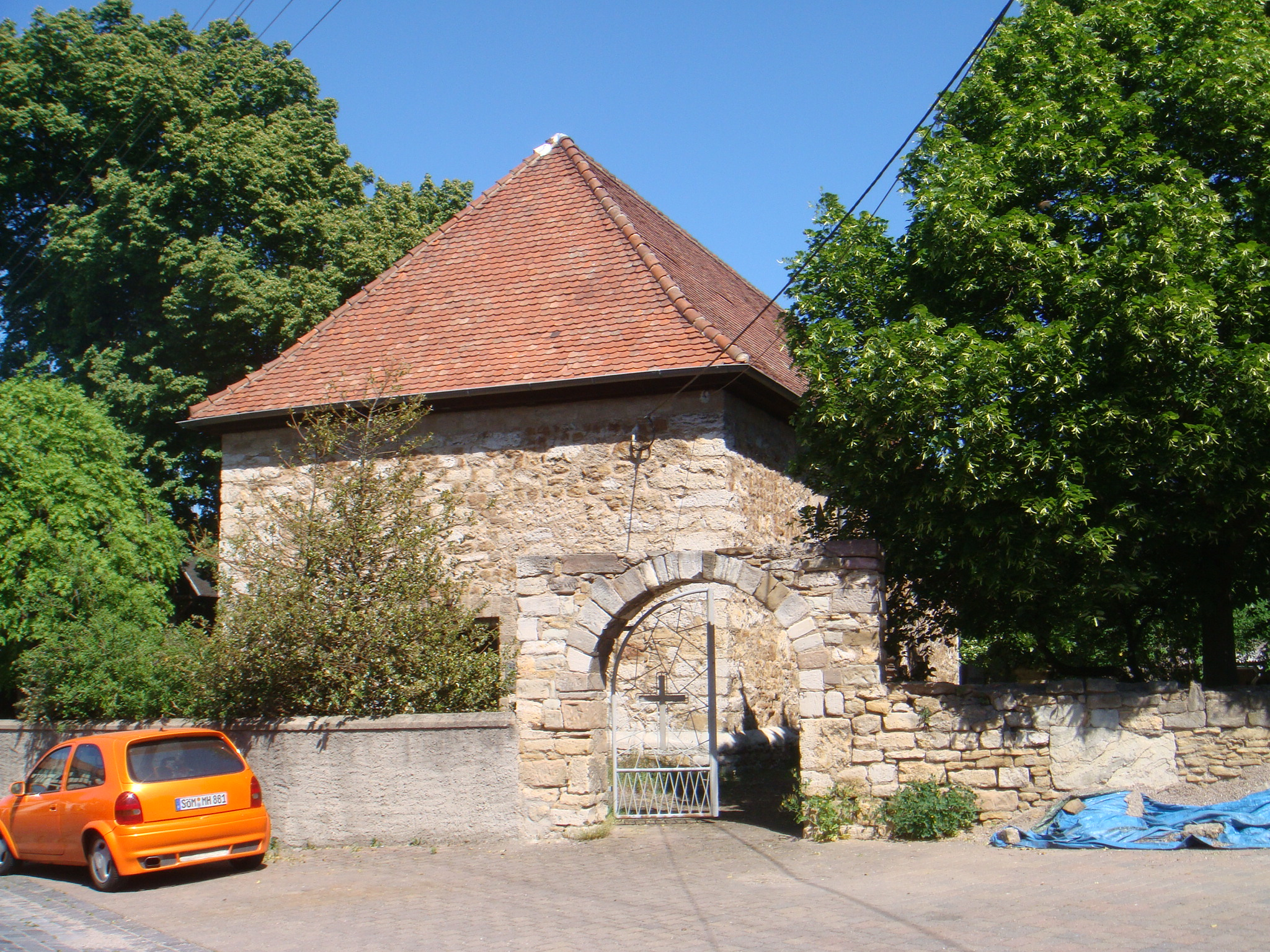
St. Michael

Die evangelische Kirche St. Michael steht am Böckerplatz in der Gemeinde Griefstedt im Landkreis Sömmerda in Thüringen. Sie trägt das Patrozinium des Erzengels Michael. Von 1233 bis 1809 hatte der Deutsche Ritterorden das Kirchenpatronat.
Die Kirchengemeinde Griefstedt gehört zum Kirchengemeindeverband Kindelbrück-Weißensee im Kirchenkreis Eisleben-Sömmerda im Propstsprengel Halle-Wittenberg der Evangelischen Kirche in Mitteldeutschland.

## Beschreibung
Die Kirche wurde bereits im Mittelalter errichtet. Nach einem Brand Ende des 17. Jahrhunderts war die Kirche in einem beklagenswerten Zustand. Sie wurde bis auf die Grundmauern abgerissen und ein neuer Kirchenbau wurde 1695–97 errichtet. Als Baumeister wird Andreas Preßler aus Bilzingsleben genannt. Den Kanzelaltar haben die Geschwister von Cruxen machen lassen. Bei einem weiteren Brand 1939 ging die gesamte Innenausstattung verloren, ebenso der Kirchturm. Im selben Jahr wurde eine Bronzeglocke von Franz August Schilling gegossen, die in einem Glockenträger vor der Kirche aufgehängt wurde. Der Glockenträger wurde 2009 stillgelegt. Erst um 1950 wurde die Inneneinrichtung vollständig erneuert. Dabei wurden die heutigen spitzbogigen Fenster eingesetzt.
Die steinsichtige turmlose Saalkirche hat einen polygonalen Ostabschluss. Das Kruzifix des frühen 16. Jahrhunderts hat die Brände überdauert und ist heute noch an der Wand im Chor angebracht.